# Bicyclus anynana
Bicyclus anynana é uma espécie africana de borboletas.

## Subspécies
- Bicyclus anynana anynana (Quênia à Tanzânia, Zâmbia, Malawi, Moçambique, Rodésia, Botswana, África do Sul, Ilhas Comores)
- Bicyclus anynana centralis Condamin, 1968 (Uganda, no sul do Zaire, Leste do Zaire, norte de Angola)
- Bicyclus anynana socotrana (Butler, 1881) (Ilha Socotra)